# مت يعيش
قرية ميت يعيش هي إحدى قرى مركز ميت غمر بمحافظة الدقهليه..ويبلغ تعداد السكان بها مايقرب من 12000نسمه بكتله تصويتيه تقترب من 7500 صوت وبها وحده محليه يتبعها اداريا قريتى كفر المحمديه والحاكمية وبعض العذب. وتحتوى على العديد من المساجد تبلغ حوالى 12 مسجد وأيضا بها كنيسة مريم العزراء وعدة مصالح حكوميه مثل الجمعية الزراعية ومدرستين ابتدائيتين ومدرسه اعداديه ومعاهد ازهريه للجنسين حتى نهاية التعليم الثانوى ومركز شباب متطور ومركز طب اسره كبير وحديث.. وتم اكتشاف العديد من الاثار الفرعونيه بها في تل ميت يعيش.